# Martin breg
Martin breg je brdo ili uzvisina (205 m) iznad središta Grada Dugog Sela u Zagrebačkoj županiji. 
Južna (površinom veća) padina brda pripada naselju Dugo Selo, a sjeverna naselju Prozorje. Vrh Martin brega od središta grada udaljen je svega 1300 metara. Na vrhu brda dominira stara ruševna barokizirana crkva svetog Martina (spomenik nulte kategorije) iz 16. stoljeća a spominje se još 1209. god. (tada vjerojatno drvena). Neposredno ispod crkve nalazi se Trg svetog Martina na kojemu je postavljena drvena skulptura sv. Martina (umjetnik Josip Cikač). U povijesti Sv. Martinom su vladali viteški redovnici templari ili božjaci iz nedaleke Božjakovine. Do 1901. godine crkva je bila središte dugoselske (prozorske) župe, kada je župno sjedište izgradnjom nove crkve premješteno u samo Dugo Selo. Nebrigom i nemarom tadašnjih komunističkih vlasti prema crkvi, ista se znatno urušila 60-ih i 70-ih godina prošlog stoljeća. Na Martin bregu nalazi se i nedavno obnovljena kapelica poklonac Ranjenom Isusu i staro gradsko dugoselsko groblje na kojemu je i nekoliko grobova Draškovića. 
Nekada, do početka 80-ih 20. stoljeća Martin Breg je bio omiljena turistička destinacija uglavnom obližnjih Zagrepčana. Martin breg osim predivnih krajolika i vidika prema Posavini i Prigorju sadržavao je Sportsko rekreacioni centar i plivački bazen. 
Danas se na Martin bregu održavaju razne turističko-sportske manifestacije. Najznačajnije su automobilističke utrke poznate kao Martinski rally, Vincekovo i tradicionalno "krštenje" mošta u vino na Martinje povodom dana Grada. Iako je Martin Breg doživio urbanističku devastaciju početkom devedesetih, još uvijek je oaza mira i odmora za mnoge Dugoselce i Zagrepčane.